# شبکه تهران
شبکه تهران شبکه تلویزیونی استانی متعلق به سازمان صدا و سیمای جمهوری اسلامی ایران است که ویژه مردم استان تهران برنامه پخش می‌کند.
این شبکه علی‌رغم اینکه با محوریت استان تهران، تولید و پخش برنامه می‌کند؛ بر خلاف دیگر شبکه‌های استانی که زیرنظر معاونت امور استان های صداوسیما مدیریت می‌شوند، زیرنظر معاونت سیمای این سازمان اداره می‌شود.

## پیشینه
شبکه تهران سیمای جمهوری اسلامی ایران (یا در تداول عامه شبکه پنج)، ۵ آذرماه سال ۱۳۷۴ متولد و به جمع شبکه‌های سیما پیوست. شبکه تهران سیما، نخستین شبکه استانی جمهوری اسلامی ایران بود که در سالهای اولیه خود با پخش روزانه ۵ ساعت برنامه برای بینندگان تهرانی فعالیت خود را شروع کرد.
این شبکه با هدف پاسخگویی به نیازهای شهری، اجتماعی، فرهنگی، دینی و سیاسی استان تهران، انعکاس و تبیین مسائل و موضوعات مربوط به آن تأسیس شد. بهروز مفید مدیریت این شبکه را در سالهای نخستین برعهده داشت.
شبکه پایتخت در سالهای نخستین با بهره‌گیری از پخش برنامه‌های زنده و ساختارهای جدید تولید برنامه مانند جشن رمضان، شب بخیر تهران، به خانه بر می‌گردیم و… توانست مخاطبان زیادی را با خود همراه کند و ساعت پخش این شبکه به ۱۲ ساعت رسید. درشهر، دراستان، تهران ۲۰، مسابقه بزرگ، پخش پنج، صبح تهران، رنگین کمان و سریال‌های خاطره‌انگیز طنز مانند پاورچین جزو پر مخاطب‌ترین برنامه‌های این شبکه در آن سال‌ها بود.
«شبکه تهران، شبکه پایتخت» شعار اصلی این شبکه می‌باشد که همواره در قاب تصویر آن برای مخاطبان تکرار می‌شد. شاید این ویژگی سبب می‌شد تا مخاطبان تهرانی احساس تعلق خاطر بیشتری نسبت به شبکه خود داشته باشند. شبکه‌ای که علاوه‌بر پر کردن اوقات فراغت بینندگان، توجه ویژه‌ای به مسائل شهری شهروندان تهرانی در حوزه‌های مختلف فرهنگی، اجتماعی، رفاهی و ورزشی و… داشت.
بهروز مفید، علی‌اصغر پورمحمدی، محمد حسین حرمی، مجید رجبی معمار، مسعود احمدی افزادی، سعید مقیسه، مجید زین العابدین، جواد رمضان نژاد و سعید اشناب (طی سال‌های ۱۳۷۴ تا ۱۴۰۲) به ترتیب مدیریت شبکه تهران را بر عهده داشتند. از آبان ۱۴۰۲، محمد باقر اعلمی مدیریت این شبکه را برعهده دارد.
درست با گذشت ۱۹ سال و تغییر مدیریت جدید رسانه ملی، در ۲۹ آذر ماه ۱۳۹۳ شبکه پنج از حالت شبکه استانی تهران خارج و به شبکه سراسری پنج سیما تبدیل شد. شبکه پنج سیما با اولویت ساخت برنامه‌های اقتصادی و نگاهی تازه به مفاهیم اقتصادی در عرصه رسانه تصویری فعالیتش را با مدیریت مجید زین العابدین ادامه داد. شبکه‌ای تخصصی که جای خالی آن در رسانه ملی برای مخاطبان در کنار سایر شبکه‌های تلویزیون احساس می‌شد.
لازم بذکر است تا اوایل دهه ۱۳۹۰ خورشیدی و پیش از سراسری شدن شبکه تهران، سریال‌ها و منتخب برنامه‌های این شبکه به‌صورت همزمان یا با تاخیر از دیگر شبکه‌های استانی صداوسیما پخش می‌شد.
با تغییر رویکرد و مأموریت جدید شبکه پنج سیما پخش برنامه‌های این شبکه ۲۴ ساعته شد و بعضی از گروه‌های این شبکه با یکدیگر ادغام و با تعریف جدید فعالیت خود را دوباره شروع کردند.
در آن سال‌ها علاوه بر برنامه‌های اقتصادی جدید طراحی شده، برنامه‌های فعلی و پرمخاطب شبکه پنج مانند برنامه‌های «به خانه بر می‌گردیم، تا نیایش، درشهر و رنگین کمان» نیز با تغییر محتوایی شکل تازه‌ای به خود گرفت و در ساختار این شبکه حفظ و تقویت شدند.
با تغییر مدیریت رسانه ملی از اردیبهشت سال ۹۵، شبکه پنج سیما دوباره به ایفای مأموریت سالهای نخستین خود، یعنی پاسخگویی به نیازهای تهران و پایتخت با رویکرد کشوری پرداخت. در تابستان سال ۹۵، برخی از گروه‌های این شبکه دچار تغییرات شدند و با تعریف جدید فعالیت خود را مجدداً ادامه دادند.
هویت بصری فعلی شبکه تهران در عید فطر ۱۴۰۰، در چند بخش و به تدریج روی آنتن به تصویر کشیده شد، این تغییر بر اساس توجه به مفهوم پایتخت، امید و حرکت است.
گفتنی است در این هویت بصری لوگوی شبکه تهران، از رنگ آبی که رنگ اصلی است، به عنوان نماد آسمان آبی و پاک که یکی از آرزوهای کلانشهر تهران و پایتخت است بهره برده است.
همچنین رنگ نارنجی به عنوان رنگ تحرک و پویایی به شکل رنگ مکمل در این طرح جدید خودنمایی می‌کند که رنگ آبی با حجم بالا در اطراف و رنگ نارنجی با حجم کم در مرکز لوگو نیز جانمایی شده است.
در طی سال‌های ۱۳۹۵ تا ۱۴۰۲، تکلیف فعالیت استانی یا سراسری شبکه پنج تا حد قابل توجهی نامشخص بود تا اینکه در آبان ۱۴۰۲، نام شبکه پنج به صورت رسمی، مجدداً به شبکه تهران تغییر یافت. در ۱۵ آذر ۱۴۰۲ نیز با تغییراتی در چیدمان فرستنده‌های دیجیتال، با جابجایی شبکه تهران به بسته دوم دیجیتال، جایگاه سابق شبکه تهران در کانال پنج، به شبکه نسیم واگذار شد. با این تغییرات شبکه تهران، شبکه استانی مختص استان تهران شد و پخش سراسری آن از طریق گیرنده‌های دیجیتال متوقف گردید.

## گروه‌های برنامه‌ساز
اکنون در شبکه تهران، گروه‌های «خانواده و کودک»، «معارف اسلامی»، «اجتماعی»، «تهران و شهروندی» و «سیاسی» در حوزه برنامه سازی و تولید محتوا فعال هستند و ساختار اصلی شبکه تهران را تشکیل می‌دهند.
در کنار این گروه‌ها، امور تأمین برنامه و سایر مدیریت‌های ستادی شبکه از جمله مدیریت‌های اطلاعات و برنامه‌ریزی، طرح و برنامه، امور مالی، تولید و فنی، پخش، آرشیو و… از نظر ساختاری تغییری نکرده‌اند و با شرح وظایف گذشته خود ادامه فعالیت می‌دهند.
همچنین خبرگزاری صدا و سیمای جمهوری اسلامی ایران یک بخش خبری خود را از طریق این شبکه پخش می‌کند. این بخش خبری شامل اخبار استان تهران از ساعت ۱۸ تا ۱۹ به مدت یک ساعت پخش می‌شود؛ این بخش خبری سابقاً در ساعت ۱۸:۳۰ به مدت ۳۰ دقیقه پخش می‌شد. اخبار ایران و جهان نیز که در ساعت ۲۴ به مدت ۳۰ دقیقه از این شبکه پخش می‌شد به شبکه خبر منتقل شده است.
برنامه‌های به خانه بر می‌گردیم، تهران ۲۰، در شهر، در استان، رنگین کمان، تا نیایش و… جزو اولین‌ها و مهم‌ترین برنامه‌های پرمخاطب این شبکه هستند که با گذشت بیش از دو دهه، همچنان بر روی آنتن شبکه تهران می‌روند.

### گروه تأمین برنامه
این گروه در دو بخش برنامه‌های داخلی و خارجی به تهیه فیلم‌های سینمایی و سریال‌های تلویزیونی غیر تولیدی شبکه می‌پردازد. بر این اساس در روزهای جمعه هر هفته یک فیلم روی آنتن شبکه می‌رود. در گذشته نیز در روزهای شنبه نیز یک فیلم در قالب برنامه سینما ۵ پخش می‌شد که در این برنامه فیلم‌ها مورد نقد و تحلیل نیز قرار می‌گرفتند. از جمله سریال‌های خارجی پخش شده این شبکه می‌توان به هشدار برای کبرا ۱۱ - پلیس بزرگ‌راه اشاره کرد.

### گروه تهران و شهروندی
این گروه تهیه برنامه‌های ویژه استان تهران را برعهده دارد. برنامه‌های تهران ۲۰، در شهر، در استان، برخط شو، پنج ستاره، سلام تهران، شهر امن، خبرنگار مردمی، کهکشان، کهکشانیا و تهرانگرد از تولیدات شاخص این گروه به‌شمار می‌روند.

### گروه اجتماعی
تهیه برنامه به خانه برمی‌گردیم که به آموزش خانواده به ویژه بانوان خانه‌دار اختصاص دارد از سال ۱۳۷۷ تاکنون به‌طور منظم در این گروه تولید می‌شود. دو برنامه صبحانه و صبح تهران و پرچم بالاست از دیگر تولیدات این گروه می‌باشد. از تولیدات جدید این گروه می‌توان به برنامه‌های ما ایرانی‌ها و یه روز تازه و شب فیروزه ای اشاره کرد.

### گروه خانواده و کودک
برنامه‌هایی نظیر رنگین‌کمان برای گروه خردسال و کودک، نردبان برای نوجوانان و تماشاخانه که در تعطیلات پایان هفته و ایام نوروز و تابستان فیلم‌های سینمایی مناسب کودکان پخش می‌کند، از جمله تولیدات این گروه هستند.

### گروه فرهنگ و معارف اسلامی
برنامه‌های این گروه در اوقات شرعی مسلمانان به افق تهران و مناسبت‌های مذهبی شیعیان پخش می‌شود. عطر عاشقی، سدره و تا نیایش از جمله این برنامه‌ها هستند. این گروه به ضبط سخنرانی مذهبی برخی روحانیون شیعه و پخش آن نیز اقدام می‌کند.

### گروه سیاسی
این گروه به پخش برخی میزگردهای سیاسی مانند مرزهای سیاست پرداخته و در مناسبت‌های تاریخی و سیاسی نظیر سالگرد پیروزی انقلاب ایران و آغاز جنگ ایران و عراق یا در هنگام برگزاری انتخابات در جمهوری اسلامی، به پخش ویژه برنامه می‌پردازد.

## گروه‌های برنامه‌ساز منحل شده
با توجه به رویکردها و سیاست‌های برنامه‌سازی سازمان صدا و سیما برخی از گروه‌های برنامه‌ساز در زمان‌های مختلف از چارت حذف شده‌اند.

### گروه فیلم و سریال
فیلم‌ها و مجموعه‌های تلویزیونی شبکه تهران در این گروه تولید می‌شدند. از سال ۱۴۰۲ این گروه از چارت سریال‌سازی تلویزیون حذف   شد. خارج از این منبع بیشتر سریال هایی که در این شبکه پخش می شد اکنون در شبکه آی فیلم در حال پخش می باشد.

### گروه اقتصاد
این گروه به تهیه برنامه‌های اقتصادی نظیر اقتصاد ۵، نوسان، شهران و برنامه‌هایی برای ارتقاء اطلاعات بهداشتی شهروندان از جمله سیب می‌پرداخت.

### گروه تفریحات و سرگرمی
تهیه جنگ‌های تلویزیونی سرگرم‌کننده، مسابقه‌های تلفنی زنده و ضبط شده به این گروه واگذار شده‌بود. از برنامه‌های قدیمی و پربیننده این گروه می‌توان به شب بخیر تهران و مسابقه بزرگ اشاره کرد. برنامه‌های دیگری چون مسابقه باغ کتاب، مسابقه گوی طلایی و مسابقه بزرگ شهروندی از تولیدات شناخته شده این گروه بودند. گروه تفریحات به تهیه برنامه‌هایی با محوریت ورزش تهران نیز می‌پرداخت. ورزش از نگاه ۵، ورزش شهروندی و ورزشگاه از جمله این برنامه‌ها بودند. در حال حاضر با حذف گروه تفریحات و سرگرمی، ماموریت‌های این گروه به گروه اجتماعی شبکه واگذار شده است و همچنین فقط یک برنامه مسابقه ای به نام مسابقه ۰۲۱ در این شبکه پخش می شود.